# Понте ди Чети (Витербо)
Понте ди Чети је насеље у Италији у округу Витербо, региону Лацио.
Према процени из 2011. у насељу је живело 202 становника. Насеље се налази на надморској висини од 297 м.